# Cacambo

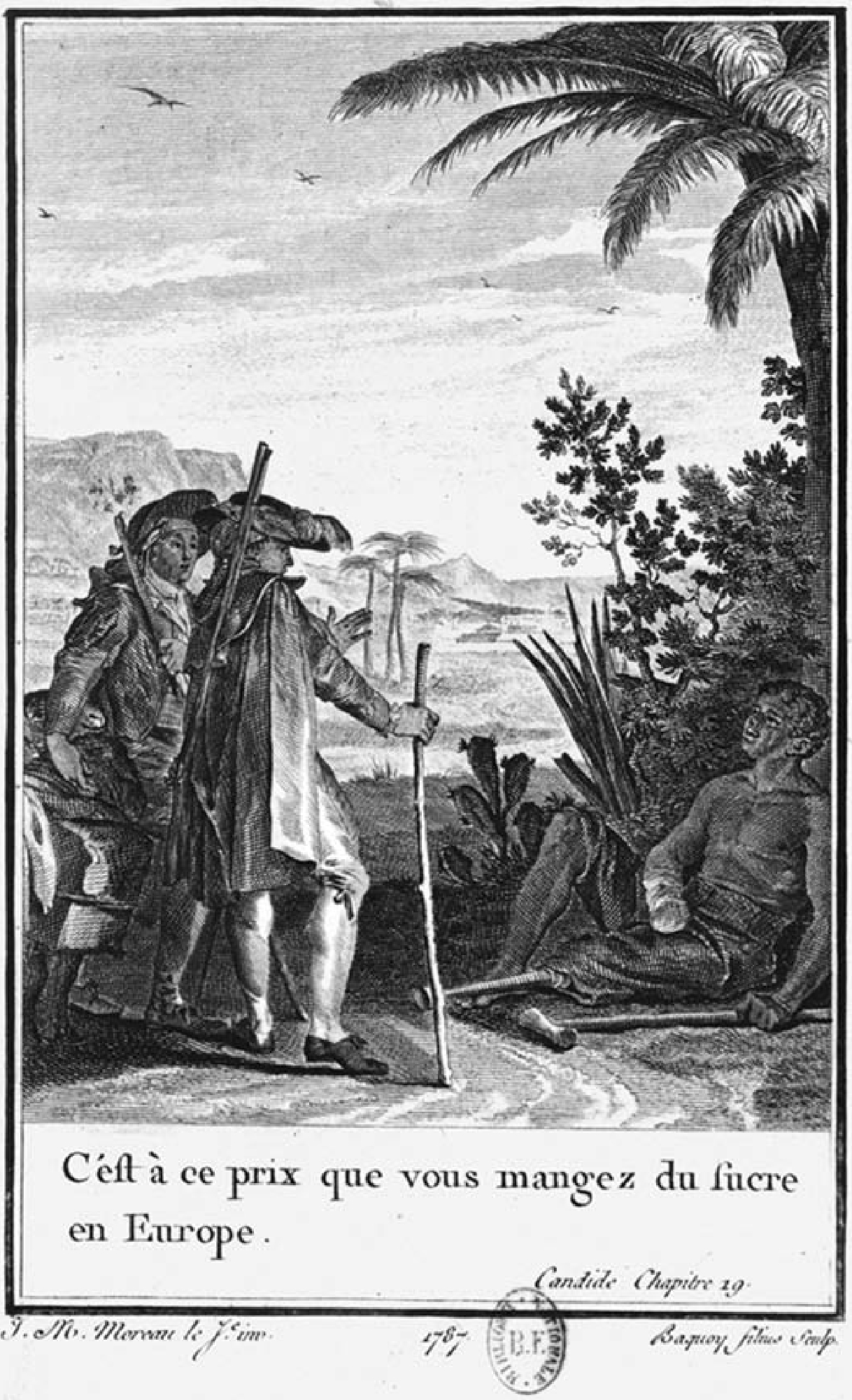
1787 Cándido y Cacambo escuchan un esclavo mutilado en Surinám: es este el precio a pagar para que Ustedes puedan consumir azúcar en Europa.

Cacambo es un personaje de Cándido, obra en la cual Voltaire satiriza el optimismo de Leibnitz. Cacambo es un mestizo, que tiene una cuarta parte de español, originario del Tucumán. Se distingue por ser uno de los pocos personajes de la obra que tiene un cierto sentido de la realidad.
Acompaña al ingenuo Cándido prácticamente durante todo su periplo a la búsqueda de utopías, prodigándole consejos prácticos. A las antípodas del personaje del Doctor Pangloss, Cacambo es el símbolo de la experiencia concreta y de la sabiduría popular: fue monaguillo, sacristán, marinero, cartero, soldado, lacayo, etc. y habla tanto las lenguas europeas como el "peruano" o el idioma "orejón" del Paraguay.
En contraposición a las divagaciones de los otros personajes, sus llamados a la realidad no están extentos de un cierto cinismo. Así por ejemplo, mientras espera junto a Cándido ser cocinado vivo por la tribu de los orejones, Cacambo se dirige a estos e, imperturbable, arguye en su defensa "...efectivamente el derecho natural enseña á matar al próxîmo, y así es estilo en todo el mundo...". Pero luego de esta concesión retórica, explaya los argumentos que lograrán, no sólo su libertad, sino también el agasajo por parte de los temibles orejones. La habilidad de Cacambo permite así a la pareja de aventureros de escapar a la triste suerte que les estaba reservada. Pero pronto se verían envueltos en nuevas e increíbles dificultades. 